# Olympische Sommerspiele 1980/Leichtathletik – 800 m (Männer)

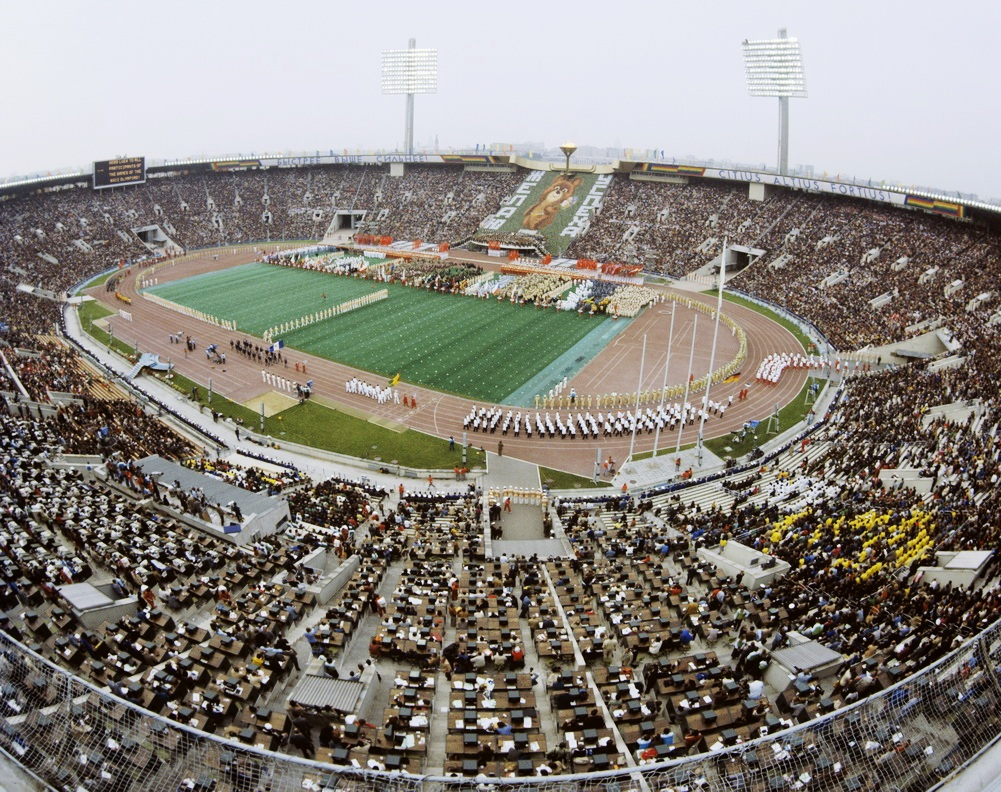
Das Luschniki-Stadion während der Eröffnungsfeier dieser Spiele

Der 800-Meter-Lauf der Männer bei den Olympischen Spielen 1980 in Moskau wurde am 24., 25. und 26. Juli 1980 im Olympiastadion Luschniki ausgetragen. 41 Athleten nahmen teil.
Olympiasieger wurde der Brite Steve Ovett. Er gewann vor seinem Landsmann Sebastian Coe und Mikalaj Kirau aus der Sowjetunion.
Für die DDR gingen Olaf Beyer, Andreas Busse und Detlef Wagenknecht an den Start. Beyer schied im Halbfinale aus. Im Finale belegten Busse und Wagenknecht die Ränge fünf bzw. sechs.
Läufer aus der Schweiz, Österreich und Liechtenstein nahmen nicht teil. Athleten aus der Bundesrepublik Deutschland waren wegen des Olympiaboykotts ebenfalls nicht dabei.

## Bestehende Rekorde
| Weltrekord         | 1:42,33 min | Sebastian Coe ( Großbritannien) | Oslo, Norwegen             | 5. Juli 1979  |
| Olympischer Rekord | 1:43,50 min | Alberto Juantorena ( Kuba)      | Finale OS Montreal, Kanada | 25. Juli 1976 |

Der bestehende olympische Rekord wurde bei diesen Spielen nicht erreicht. Im schnellsten Rennen, dem Finale, verfehlte der 
britische Olympiasieger Steve Ovett diesen Rekord um 1,90 Sekunden. Zum Weltrekord fehlten ihm 3,07 Sekunden.

## Durchführung des Wettbewerbs
Die Athleten traten am 24. Juli zu insgesamt sechs Vorläufen an. Die jeweils drei Laufbesten – hellblau unterlegt – sowie die nachfolgend sechs Zeitschnellsten – hellgrün unterlegt – erreichten das Halbfinale am 25. Juli. In den drei Halbfinals qualifizierten sich die jeweils beiden Laufbesten – wiederum hellblau unterlegt – sowie die nachfolgend zwei Zeitschnellsten – hellgrün unterlegt – für das Finale, das am 24. Juli stattfand.

## Zeitplan
24. Juli, 19:25 Uhr: Vorläufe

25. Juli, 18:15 Uhr: Halbfinale

26. Juli, 19:25 Uhr: Finale
Anmerkung:
Alle Zeiten sind in Ortszeit Moskau (UTC+3) angegeben.

## Vorrunde
Datum: 24. Juli 1980, ab 19:25 Uhr

### Vorlauf 1
| Platz | Name            | Nation         | Zeit       |
| ----- | --------------- | -------------- | ---------- |
| 1     | Steve Ovett     | Großbritannien | 1:49,4 min |
| 2     | Antonio Páez    | Spanien        | 1:49,5 min |
| 3     | Philippe Dupont | Frankreich     | 1:49,6 min |
| 4     | Sriram Singh    | Indien         | 1:49,8 min |
| 5     | Abebe Zerihun   | Äthiopien      | 1:50,3 min |
| 6     | Langa Mudongo   | Botswana       | 1:52,5 min |
| 7     | Kenneth Hlasa   | Lesotho        | 1:56,1 min |

### Vorlauf 2
| Platz | Name               | Nation       | Zeit       |
| ----- | ------------------ | ------------ | ---------- |
| 1     | Detlef Wagenknecht | DDR          | 1:47,5 min |
| 2     | Mikalaj Kirau      | Sowjetunion  | 1:47,5 min |
| 3     | András Paróczai    | Ungarn       | 1:47,5 min |
| 4     | Colomán Trabado    | Spanien      | 1:47,9 min |
| 5     | Musa Luliga        | Tansania     | 1:49,6 min |
| 6     | Jón Didriksson     | Island       | 1:51,1 min |
| 7     | George Branche     | Sierra Leone | 1:54,6 min |

### Vorlauf 3
| Platz | Name                 | Nation      | Zeit       |
| ----- | -------------------- | ----------- | ---------- |
| 1     | Andreas Busse        | DDR         | 1:47,4 min |
| 2     | Anatolij Reschetnjak | Sowjetunion | 1:47,9 min |
| 3     | Agberto Guimarães    | Brasilien   | 1:48,2 min |
| 4     | William Wuycke       | Venezuela   | 1:48,5 min |
| 5     | Derradji Harek       | Algerien    | 1:49,9 min |
| 6     | Tisbite Rakotoarisoa | Madagaskar  | 1:50,5 min |
| 7     | Khaled Hussain       | Kuwait      | 1:54,6 min |

### Vorlauf 4

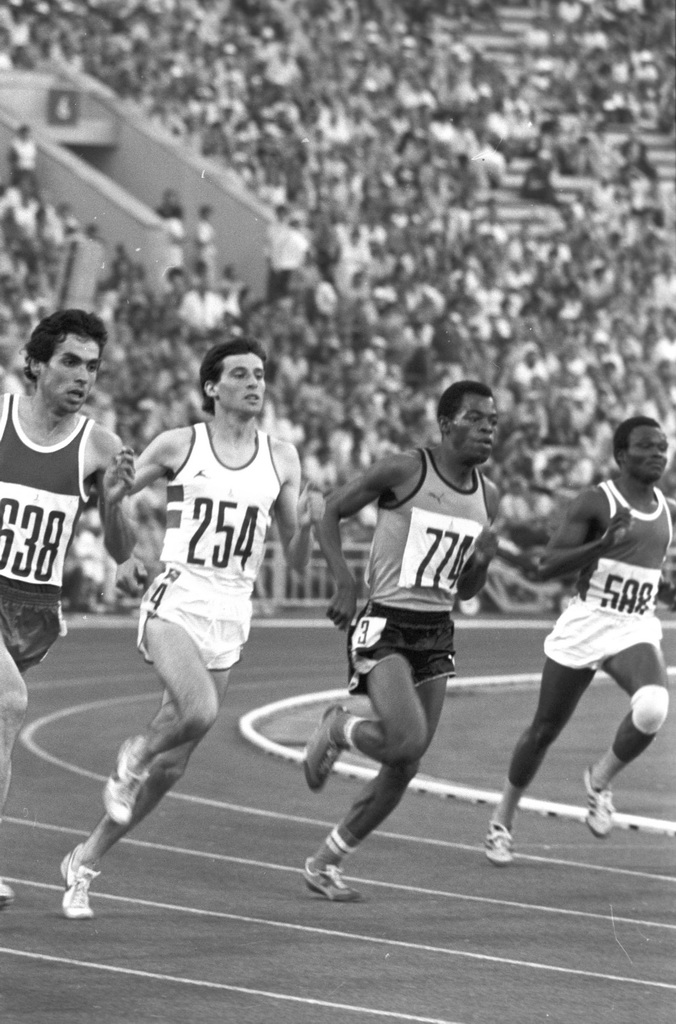
Szene aus Vorlauf vier kurz nach dem Start (v. l. n. r.): Mohamed Makhlouf, Sebastian Coe, Archfell Musango, Jimmy Massallay

| Platz | Name             | Nation         | Zeit       |
| ----- | ---------------- | -------------- | ---------- |
| 1     | Sebastian Coe    | Großbritannien | 1:48,5 min |
| 2     | Roger Milhau     | Frankreich     | 1:48,5 min |
| 3     | Binko Kolew      | Bulgarien      | 1:48,7 min |
| 4     | Carlo Grippo     | Italien        | 1:48,9 min |
| 5     | Archfell Musango | Sambia         | 1:51,6 min |
| 6     | Mohamed Makhlouf | Syrien         | 1:52,3 min |
| 7     | Jimmy Massallay  | Sierra Leone   | 2:04,4 min |

### Vorlauf 5
| Platz | Name             | Nation      | Zeit       |
| ----- | ---------------- | ----------- | ---------- |
| 1     | Olaf Beyer       | DDR         | 1:48,9 min |
| 2     | Milovan Savić    | Jugoslawien | 1:49,2 min |
| 3     | Owen Hamilton    | Jamaika     | 1:49,3 min |
| 4     | Salem El-Margini | Libyen      | 1:50,0 min |
| 5     | Atre Bezabeh     | Äthiopien   | 1:52,7 min |
| 6     | Adam Assimi      | Benin       | 1:59,9 min |

### Vorlauf 6
| Platz | Name                   | Nation         | Zeit       |
| ----- | ---------------------- | -------------- | ---------- |
| 1     | José Marajo            | Frankreich     | 1:49,6 min |
| 2     | David Warren           | Großbritannien | 1:49,9 min |
| 3     | Mehdi Aidet            | Algerien       | 1:50,4 min |
| 4     | Nigusse Bekele         | Äthiopien      | 1:51,1 min |
| 5     | Sekou Camara           | Guinea         | 1:58,9 min |
| 6     | Vongdeuane Phongsavanh | Laos           | 2:05,5 min |
| 7     | Sahr Kendor            | Sierra Leone   | 2:06,5 min |

## Halbfinale
Datum: 25. Juli 1980, ab 18:15 Uhr

### Lauf 1

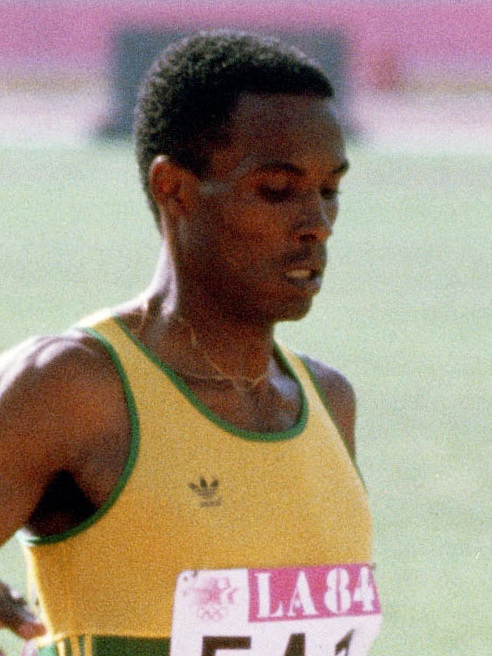
Owen Hamilton – ausgeschieden als Vierter des ersten Halbfinals
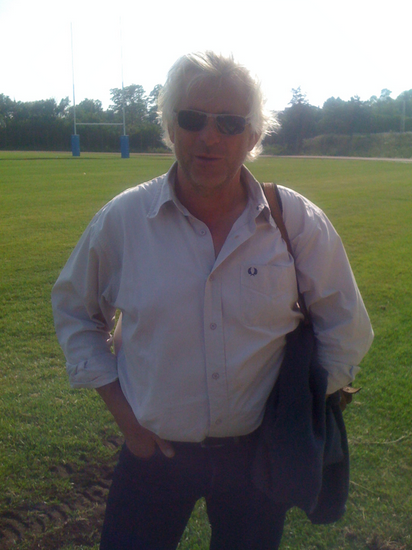
Roger Milhau (Foto: 2013) – ausgeschieden als Sechster des ersten Halbfinals

| Platz | Name              | Nation         | Zeit       |
| ----- | ----------------- | -------------- | ---------- |
| 1     | Steve Ovett       | Großbritannien | 1:46,6 min |
| 2     | Andreas Busse     | DDR            | 1:46,9 min |
| 3     | Agberto Guimarães | Brasilien      | 1:46,9 min |
| 4     | Owen Hamilton     | Jamaika        | 1:47,6 min |
| 5     | Milovan Savić     | Jugoslawien    | 1:47,6 min |
| 6     | Roger Milhau      | Frankreich     | 1:48,1 min |
| 7     | Colomán Trabado   | Spanien        | 1:48,1 min |
| 8     | Mehdi Aidet       | Algerien       | 1:48,2 min |

### Lauf 2

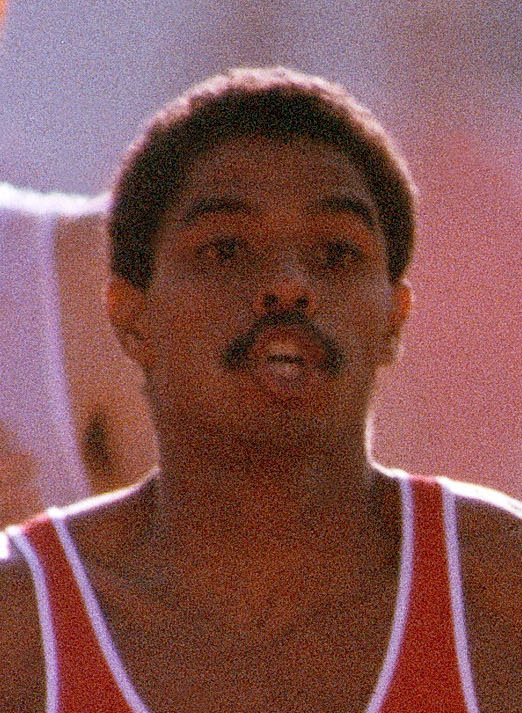
William Wuycke – ausgeschieden als Vierter des zweiten Halbfinals

| Platz | Name                 | Nation         | Zeit       |
| ----- | -------------------- | -------------- | ---------- |
| 1     | Sebastian Coe        | Großbritannien | 1:46,7 min |
| 2     | Detlef Wagenknecht   | DDR            | 1:46,7 min |
| 3     | Binko Kolew          | Bulgarien      | 1:47,3 min |
| 4     | William Wuycke       | Venezuela      | 1:47,4 min |
| 5     | Anatolij Reschetnjak | Sowjetunion    | 1:48,2 min |
| 6     | Philippe Dupont      | Frankreich     | 1:49,7 min |
| 7     | Musa Luliga          | Tansania       | 1:51,5 min |
| 8     | Derradji Harek       | Algerien       | 1:51,9 min |

### Lauf 3

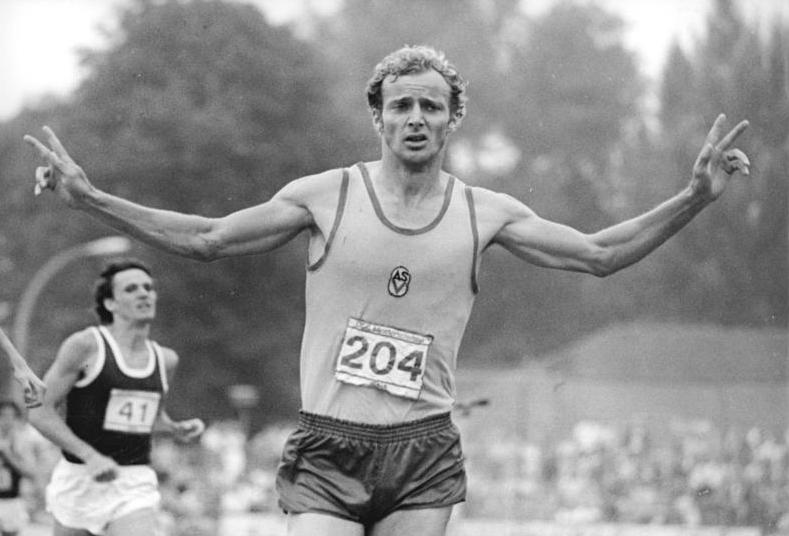
Europameister Olaf Beyer schied als Vierter des dritten Halbfinals aus

| Platz | Name            | Nation         | Zeit       |
| ----- | --------------- | -------------- | ---------- |
| 1     | Mikalaj Kirau   | Sowjetunion    | 1:46,6 min |
| 2     | David Warren    | Großbritannien | 1:47,2 min |
| 3     | José Marajo     | Frankreich     | 1:47,3 min |
| 4     | Olaf Beyer      | DDR            | 1:47,6 min |
| 5     | Antonio Páez    | Spanien        | 1:47,8 min |
| 6     | Carlo Grippo    | Italien        | 1:48,7 min |
| 7     | András Paróczai | Ungarn         | 1:48,8 min |
| 8     | Sriram Singh    | Indien         | 1:49,0 min |

## Finale

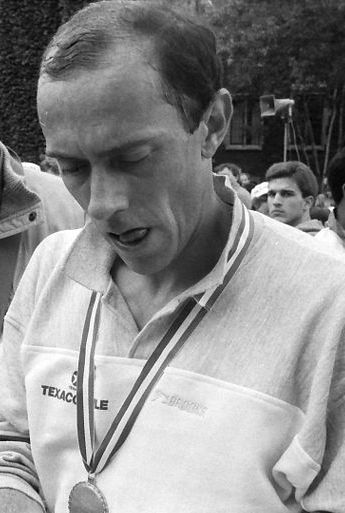
Olympiasieger Steve Ovett

Datum: 26. Juli 1980, 19:25 Uhr
| Platz | Name               | Nation         | Zeit       |
| ----- | ------------------ | -------------- | ---------- |
| 1     | Steve Ovett        | Großbritannien | 1:45,4 min |
| 2     | Sebastian Coe      | Großbritannien | 1:45,9 min |
| 3     | Mikalaj Kirau      | Sowjetunion    | 1:46,0 min |
| 4     | Agberto Guimarães  | Brasilien      | 1:46,2 min |
| 5     | Andreas Busse      | DDR            | 1:46,9 min |
| 6     | Detlef Wagenknecht | DDR            | 1:47,0 min |
| 7     | José Marajo        | Frankreich     | 1:47,3 min |
| 8     | David Warren       | Großbritannien | 1:49,3 min |

Mit großer Spannung wurden die Mittelstreckenrennen der Männer erwartet. Die beiden besten Mittelstreckler ihrer Zeit, die Briten Sebastian Coe und Steve Ovett, würden hier aufeinandertreffen. Bis zu den Spielen in Moskau waren sie sich auf den großen internationalen Leichtathletikveranstaltungen aus dem Weg gegangen, indem sie auf jeweils unterschiedlichen Streckenlängen an den Start gingen. Hier jedoch hatten Coe und Ovett sowohl für den 800- als auch für den 1500-Meter-Lauf gemeldet. Auf beiden Strecken waren sie die klaren Favoriten. Für die kürzere Mittelstrecke, die hier zuerst ausgetragen wurde, sah die Fachwelt eher Coe als Favoriten, für die längere eher Ovett. Als weiterer Medaillenkandidat für den 800-Meter-Lauf galt Olaf Beyer, der 1978 mit einer hervorragenden Zeit Europameister geworden war und dabei sogar Ovett und Coe hinter sich gelassen hatte. Doch Beyer schied überraschend bereits im Halbfinale aus. Ansonsten fehlte wegen des Olympiaboykotts seines Landes der US-Amerikaner Don Paige.
Das Finalrennen begann eher gemächlich. Der Brasilianer Agberto Guimarães führte das dichtgedrängte Feld durch die erste Runde. Die Zwischenzeit bei 400 Metern lautete 54,55 Sekunden. Hier gab es eine erhebliche Tempoverschärfung. Der bis dahin zweitplatzierte David Warren ergriff die Initiative und übernahm die Spitze. Coe lief am Ende des Feldes und verpasste für einen kurzen Moment den Anschluss. Dann ging der sowjetische Athlet Mikalaj Kirau in Front und hielt das Tempo hoch. Das Feld zog sich deutlich auseinander. In der Zielkurve hatte nur Ovett noch direkten Anschluss an Kirau. Coe musste von hinten einen weiten Weg gehen, um noch einmal heranzukommen. Eingangs der Zielgeraden führte weiter Kirau vor Ovett, Guimarães und Coe. Dahinter gab es schon eine Lücke. Ovett zog auf den letzten achtzig Metern mühelos an Kirau vorbei. Coes Abstand nach vorne war zu groß, er konnte seinen Landsmann nicht mehr gefährden. Steve Ovett wurde Olympiasieger vor Sebastian Coe, der mit einem starken Finish noch an Guimarães und Kirau vorbei zur Silbermedaille lief. Mikalaj Kirau rettete Bronze ins Ziel vor Agberto Guimarães.
Nach der langsamen ersten Runde waren keine Topzeiten mehr möglich. Aber die vorderen Läufer hatten die zweite Streckenhälfte in sehr schnellen ca. 51 Sekunden bewältigt.

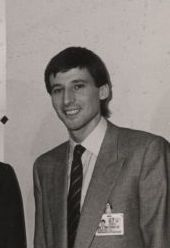
Silbermedaillengewinner Sebastian Coe
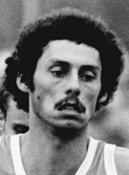
Andreas Busse erreichte Platz fünf
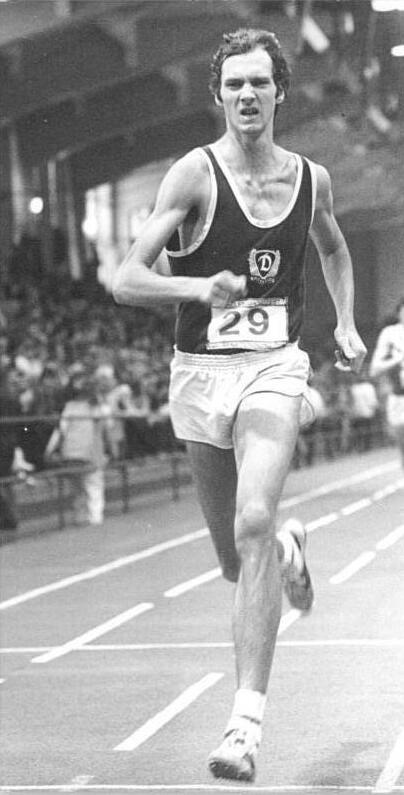
Der sechstplatzierte Detlef Wagenknecht

## Video
- 1980 Olympics in Moscow the 800m final – winner Steve Ovett, youtube.com, abgerufen am 24. Dezember 2017